# Río Aguasvivas
El río Aguasvivas o Aguas Vivas es un río afluente del río Ebro en su margen derecha. Discurre por las provincias de Teruel y Zaragoza (Aragón, España).

## Geografía
Nace entre las sierras de Pelarda y Cucalón, en Allueva, en Teruel, junto al nacimiento del río Huerva en la localidad de Fonfría. Los primeros kilómetros los recorre por el Valle de Cañallueva entre los chevrones de la Sierra de Cucalón y los montes de Salcedillo. Después gira y se introduce por un congosto en los Baños de Segura, pasando por debajo del balneario. Allí forma una bella hoz en Segura de los Baños y entre frutales y carrascales atraviesa el término de Maicas y continúa hacia Huesa del Común. Luego en Blesa se topa con el azud del Hocino.
Es represado en el embalse de Moneva justo después de que vierta el Río Moyuela sus aguas en él. Tras pasar Letux, en Almonacid de la Cuba se encuentra con una presa romana todavía en uso. Finalmente atraviesa la llanura del Valle del Ebro y desemboca en el Ebro en La Zaida, provincia de Zaragoza.
Es un río de escaso  e irregular caudal intensamente aprovechado. La intensa explotación de este río se remonta a la época de romana en la que se explotó de forma intensiva toda la cuenca con fines agrícolas.

## Obras hidráulicas
Esta intensa explotación romana del río ha proporcionado una gran concentración de patrimonio difícil de igualar en otros puntos de la geografía española. Destaca sobre la presa Romana de Almonacid de la Cuba (o el Ojo de la Cuba), que es la de mayor altura de todas las presas romanas que se conservan en el mundo; así como las presas de la Pared de los Moros en Muniesa y del Hocino en Blesa, la villa de La Malena o los regadíos de Belchite, enclaves que conforman una ruta de la arqueología hidráulica romana y que constituyen claros ejemplos de cómo los romanos transformaron el paisaje a través del regadío y como lo poblaron y gestionaron.